# Rashtriyafältjägarna
Rashtriyafältjägarna (Rashtriya Rifles) är en indisk upprorsbekämpande styrka, som bildades 1990. Det har som huvuduppgift att genomföra säkerhetsoperationer i Jammu och Kashmir samt Ladakh. Styrkan består av cirka 70 000 personer i 60 bataljoner. Personalen är kommenderad från andra förband i den indiska armén; hälften kommer från infanteriet och hälften från övriga truppslag. Särskilda förmåner är förknippade med tjänstgöring i denna styrka, bland annat 25 % högre lön.

## Artikelursprung
Den här artikeln är helt eller delvis baserad på material från engelskspråkiga Wikipedia, Rashtriya Rifles, 12 maj 2016.